# Agente de talentos
Um agente de talentos é uma pessoa que encontra empregos para atores, autores, jornalistas de transmissão, diretores de cinema, músicos, modelos, atletas profissionais, roteiristas, escritores e outros profissionais em vários ramos de entretenimento ou transmissão. Além disso, um agente defende, apoia e promove o interesse de seus clientes. As agências de talentos se especializam, criando departamentos dentro da agência ou desenvolvendo agências inteiras que representam principalmente ou totalmente uma especialidade. Por exemplo, existem agências de modelos, agências de talentos comerciais, agências literárias, agências de locução, agências de jornalistas de radiodifusão, agências de esportes, agências de música e muito mais.
Ter um agente não é obrigatório, mas ajuda o artista a conseguir empregos (shows, turnês, papéis em filmes, aparições, autógrafos, equipes esportivas, etc.). Em muitos casos, diretores de elenco ou outras empresas vão a agências de talentos para encontrar os artistas que estão procurando. O agente recebe uma porcentagem dos ganhos da estrela (normalmente 10%). Vários regulamentos regem diferentes tipos de agentes. Os regulamentos são estabelecidos pelos sindicatos dos artistas e pela jurisdição legal em que o agente atua. Existem também associações profissionais de agências de talentos.
Os agentes de talentos são considerados guardiões da carreira de seus clientes. Eles têm a capacidade de remodelar e reconstruir a imagem de seus clientes. Eles são negociadores e auxiliam seus clientes orquestrando negócios dentro da indústria do entretenimento, mais especificamente na indústria do entretenimento de Hollywood.
Na Califórnia, como as agências de talentos estão trabalhando com contratos lucrativos, as agências devem ser licenciadas sob seções especiais do Código do Trabalho da Califórnia, que define um agente como uma "pessoa ou corporação que exerce a ocupação de adquirir, oferecer, prometer ou tentar para conseguir emprego para um artista ou artistas".